# Farid Zinedine Bencheikh
Farid Zinedine Bencheikh est le directeur de la Direction générale de la Sûreté nationale (police algérienne) du 16 mars 2021 au 8 janvier 2024. En octobre 2024, il est placé en détention provisoire par la cour militaire de Blida. 

## Biographie
Farid Zinedine Bencheikh est né en février 1964 dans la wilaya de Bordj Bou Arreridj.  Dans les années 1980, il suit ses études en France. Il est titulaire d' un doctorat d’État en criminologie à l’université Paris-Panthéon-Assas et d'un diplôme de troisième cycle en psychanalyse à l’université Paris-VIII-Vincennes-Saint-Denis.
De 1989 à 1992, Farid Zinedine Bencheikh travaille en France comme conseiller au sein de la Maison centrale de Poissy et du centre de détention de Melun. Entre 2001 et 2003, il travaille au sein de la police nationale et de l’état-major de l’armée algérienne. Puis il dirige Interpol à Alger de 2004 à 2007. C'est dans ce cadre qu'il intervient pour extrader le milliardaire algérien Rafik Khalifa; Après Interpol, il devient chargé de conférence à l’Académie de droit international de La Haye dans le domaine de la répression du crime organisé et du terrorisme. Puis à son retour en Algérie il est préfet de police à Béchar et à Jijel.
Le 16 mars 2021, il est nommé directeur de la Direction générale de la Sûreté nationale (DGSN) après le limogeage de Khelifa Ounissi. Il est installé à ce poste par le ministre de l'intérieur Kamel Beldjoud.
En février 2023, le média togolais Togotimes affirme que Farid Zinedine Bencheikh a contracté, en 2015, un mariage blanc en France afin d'obtenir un titre de séjour de 10 ans.
Le 8 janvier 2024, il est limogé de son poste de directeur de la DGSN. Selon la journaliste Salima Tlemçani du média algérien El Watan, Farid Zinedine Bencheikh a été auditionné concernant des informations données à des cyberactivistes comme Amir DZ ou Hichem Aboud qui critiquent le régime algérien. En octobre, Farid Zinedine Bencheikh est placé en détention provisoire par la cour militaire de Blida,. Il est incarcéré à la prison militaire de Blida.

## Publications
En 1998, il publie La symbolique de l’acte criminel aux Éditions L'Harmattan et un roman La Repentance avec Casbah Éditions. Ce roman est préfacé par le criminologue Xavier Rafeur.
Avec La Repentance Farid Zinedine Bencheikh présente un débat entre un terroriste et un imam. Une question essentielle structure le livre : « comment un être humain peut devenir un criminel, un terroriste sanguinaire? »,.